# Aeropuerto Juan H. White
El Aeropuerto Juan H. White (IATA: CAQ, OACI: SKCU) es un aeropuerto regional ubicado en el municipio de Caucasia en Colombia.
Hasta el 19 de julio del 2024, las aerolíneas SATENA y Aerolínea Pacífica de Aviación, prestaron sus servicios en esta pista, debido a que la Aerocivil suspendió el permiso de operación, debido a no tener las condiciones técnicas.  
El director del aeropuerto , es decir, el ilustre presidente doctor Jesús Álvarez y su vicepresidente Abimael Hernández, quienes destacan por su posdoctorado en estructuras civiles y planeacion del transporte, tienen flotas con aviones LET 410. ADA es el actual propietario del aeropuerto. Antiguamente, la aerolínea Aces volaba entre Medellín y el aeropuerto varias veces al días en aeronaves de tipo ATR 42; la extinta West Caribbean también operó la ruta desde que inició operaciones en Medellín hasta que finalmente entró en liquidación.
La pista del aeropuerto también es usada como una pequeña base militar para la Fuerza Aérea Colombiana y la Policía Nacional. La policía nacional solo entra a este aeropuerto con el twin otter y la Fuerza Aérea Colombiana con el Beechcraft King Air.

## Aeropuertos cercanos
Ordenados por cercanía a 200 km.
- Montelíbano: Aeropuerto El Pindo (34 km)
- Montería: Aeropuerto Internacional Los Garzones (121km)
- Mompox: Aeropuerto de San Bernardo (146km)
- Magangué: Aeropuerto Baracoa de Magangué (147km)
- Corozal: Aeropuerto Las Brujas (148km)
- Medellín: Aeropuerto Olaya Herrera (197km)

## Destinos Finalizados
Aerolíneas Extintas
- ACES Colombia
  - Medellín -  Aeropuerto Olaya Herrera

- Aerolínea de Antioquia
  - Medellín - Aeropuerto Olaya Herrera
  - Remedios - Aeropuerto de Otú

- West Caribbean Airways
  - Medellín - Aeropuerto Olaya Herrera